# Torsten Koch (Boxer)
Torsten Koch (* 29. September 1960 in Greifswald) ist ein ehemaliger Boxer aus der DDR im Leichtgewicht.

## Erfolge im Boxsport
Torsten Koch trainierte beim ASK Vorwärts Frankfurt, wurde 1985 und 1986 DDR-Meister im Leichtgewicht, sowie 1982 und 1984 Gewinner des Chemiepokals.
Bei der Europameisterschaft 1985 in Budapest unterlag er erst im Finalkampf gegen Emil Tschuprenski und war als Vize-Europameister für den Weltcup 1985 in Seoul nominiert, wo er im Finale Engels Pedroza besiegte. Bei der Weltmeisterschaft 1986 in Reno (Nevada) verlor er im Viertelfinale knapp mit 2:3 erneut gegen Emil Tschuprenski und bei der Europameisterschaft 1987 in Turin im Achtelfinale gegen Michele Caldarella.

### Auswahl weiterer nationaler Turnierergebnisse
- 1979: 2. Platz DDR-Meisterschaft im Federgewicht[9]
- 1980: 1. Platz TSC-Turnier im Leichtgewicht[10]
- 1981: 1. Platz TSC-Turnier im Federgewicht[11]
- 1981: 2. Platz Chemiepokal im Federgewicht[12]
- 1980: 3. Platz DDR-Meisterschaft im Federgewicht[13]
- 1981: 2. Platz DDR-Meisterschaft im Federgewicht[14]
- 1982: 2. Platz DDR-Meisterschaft im Federgewicht[15]
- 1982: 3. Platz TSC-Turnier im Federgewicht[16]
- 1983: 3. Platz TSC-Turnier im Federgewicht[17]
- 1985: 1. Platz TSC-Turnier im Leichtgewicht[18]
- 1985: 3. Platz Chemiepokal im Leichtgewicht[19]
- 1986: 2. Platz Chemiepokal im Leichtgewicht[20]
- 1987: 3. Platz DDR-Meisterschaft im Halbweltergewicht[21]
- 1987: 2. Platz Chemiepokal im Leichtgewicht[22]
- 1987: 3. Platz TSC-Turnier im Halbweltergewicht[23]

## Sonstiges
Torsten Koch, der Oberfeldwebel in der NVA war, beendete nach seiner boxerischen Karriere ein Pädagogikstudium. 1986 wurde er in der DDR mit dem Vaterländischen Verdienstorden in Silber ausgezeichnet. Er war 2011 Notgeschäftsführer der Gebäudewirtschaft Eisenhüttenstadt (Gewi).